# Ankerite
L'ankerite è un minerale appartenente al gruppo della dolomite.

## Origine e giacitura
Dolomite ferrifera in cui Ferro e Magnesio sono tra loro vicarianti. Le ankeriti hanno formula cristallochimica Ca(Mg,Fe)(CO3)2